# شورای شهر سبرانگ پرای
شورای شهر سبرانگ پرای شورای شهری است که بر امور سبرانگ پرای، نیمه‌ای از ایالت پنانگ که در سرزمین اصلی قرار دارد، رسیدگی می‌کند. این شورای شهر تحت لوای دولت پنانگ فعالیت می‌کند.

## پیشینه
استان ولزلی (سبرانگ پرای کنونی) در اوایل قرن نوزده، پس از طی مراحلی به کمپانی هند شرقی بریتانیا تعلق گرفت. توسعه شهر اصلی استان ولزلی، باتروورت، در دههٔ ۱۸۵۰ شروع شد.
هرچند، آغاز جدی پیشینه دولت محلی سبرانگ پرای، در اواخر قرن نوزده بود.